# Мокре (Більський повіт)
Мокре (пол. Mokre) — село в Польщі, у гміні Россош Більського повіту Люблінського воєводства.
Населення — 304 особи (2011).
У 1975-1998 роках село належало до Білопідляського воєводства.

## Демографія
Демографічна структура станом на 31 березня 2011 року:
|          | Загалом | Допрацездатний вік | Працездатний вік | Постпрацездатний вік |
| -------- | ------- | ------------------ | ---------------- | -------------------- |
| Чоловіки | 163     | 31                 | 110              | 22                   |
| Жінки    | 141     | 26                 | 80               | 35                   |
| Разом    | 304     | 57                 | 190              | 57                   |